# Chorizomena nivosa
Chorizomena nivosa là một loài bướm đêm trong họ Geometridae.